# Paweł Olkowski
Paweł Olkowski (ur. 13 lutego 1990 w Ozimku) – polski piłkarz występujący na pozycji prawego obrońcy w Górniku Zabrze.

## Kariera klubowa
Wychowanek klubu Małapanew Ozimek, występował także w Gwarku Zabrze, Zagłębiu Lubin, GKS-ie Katowice, Górniku Zabrze, 1. FC Köln oraz Bolton Wanderers.
9 lipca 2019 podpisał dwuletni kontrakt z tureckim klubem Gazişehir Gaziantep FK.

### Statystyki kariery klubowej
(aktualne na dzień 16 marca 2019)
| Klub               | Sezon              | Liga               | Liga  | Liga   | Puchar kraju | Puchar kraju | Europa | Europa | Suma  | Suma   |
| Klub               | Sezon              | Liga               | Mecze | Bramki | Mecze        | Bramki       | Mecze  | Bramki | Mecze | Bramki |
| ------------------ | ------------------ | ------------------ | ----- | ------ | ------------ | ------------ | ------ | ------ | ----- | ------ |
| GKS Katowice       | 2010/11            | I liga             | 31    | 5      | 1            | 0            | –      | –      | 32    | 5      |
| GKS Katowice       | Ogólnie            | Ogólnie            | 31    | 5      | 1            | 0            | 0      | 0      | 32    | 5      |
| Górnik Zabrze      | 2011/12            | Ekstraklasa        | 29    | 1      | 2            | 0            | –      | –      | 31    | 1      |
| Górnik Zabrze      | 2012/13            | Ekstraklasa        | 29    | 0      | 1            | 0            | –      | –      | 30    | 0      |
| Górnik Zabrze      | 2013/14            | Ekstraklasa        | 30    | 2      | 3            | 0            | –      | –      | 33    | 2      |
| Górnik Zabrze      | Ogólnie            | Ogólnie            | 88    | 3      | 6            | 0            | 0      | 0      | 94    | 3      |
| 1. FC Köln         | 2014/15            | Bundesliga         | 27    | 2      | 3            | 0            | –      | –      | 30    | 2      |
| 1. FC Köln         | 2015/16            | Bundesliga         | 19    | 0      | 1            | 0            | –      | –      | 20    | 0      |
| 1. FC Köln         | 2016/17            | Bundesliga         | 14    | 0      | 2            | 0            | –      | –      | 16    | 0      |
| 1. FC Köln         | 2017/18            | Bundesliga         | 5     | 0      | 1            | 0            | 5      | 0      | 11    | 0      |
| 1. FC Köln         | Ogólnie            | Ogólnie            | 65    | 2      | 7            | 0            | 5      | 0      | 77    | 2      |
| Bolton Wanderers   | 2018/19            | Championship       | 34    | 2      | 2            | 0            | –      | –      | 36    | 2      |
| Ogólnie w karierze | Ogólnie w karierze | Ogólnie w karierze | 218   | 12     | 16           | 0            | 5      | 0      | 239   | 12     |

## Statystyki kariery reprezentacyjnej
(aktualne na dzień 11 października 2015)
| Reprezentacja | Rok     | Mecze | Bramki |
| ------------- | ------- | ----- | ------ |
| Polska        |         |       |        |
| 2013          | 2       | 0     |        |
| 2014          | 6       | 0     |        |
| 2015          | 5       | 0     |        |
| Ogólnie       | Ogólnie | 13    | 0      |

| Mecze i gole w reprezentacji | Mecze i gole w reprezentacji | Mecze i gole w reprezentacji | Mecze i gole w reprezentacji | Mecze i gole w reprezentacji | Mecze i gole w reprezentacji | Mecze i gole w reprezentacji |
| Lp.                          | Data                         | Miejsce                      | Przeciwnik                   | Wynik                        | Gole                         | Rozgrywki                    |
| ---------------------------- | ---------------------------- | ---------------------------- | ---------------------------- | ---------------------------- | ---------------------------- | ---------------------------- |
| 1.                           | 15.11.2013                   | Wrocław, Polska              | Słowacja                     | 0:2                          |                              | towarzyski                   |
| 2.                           | 19.11.2013                   | Poznań, Polska               | Irlandia                     | 0:0                          |                              | towarzyski                   |
| 3.                           | 18.01.2014                   | Abu Zabi, ZEA                | Norwegia                     | 3:0                          |                              | towarzyski                   |
| 4.                           | 20.01.2014                   | Abu Zabi, ZEA                | Mołdawia                     | 1:0                          |                              | towarzyski                   |
| 5.                           | 13.05.2014                   | Hamburg, Niemcy              | Niemcy                       | 0:0                          |                              | towarzyski                   |
| 6.                           | 06.06.2014                   | Gdańsk, Polska               | Litwa                        | 2:1                          |                              | towarzyski                   |
| 7.                           | 07.09.2014                   | Faro, Portugalia             | Gibraltar                    | 7:0                          |                              | el. ME 2016                  |
| 8.                           | 18.11.2014                   | Wrocław, Polska              | Szwajcaria                   | 2:2                          |                              | towarzyski                   |
| 9.                           | 29.03.2015                   | Dublin, Irlandia             | Irlandia                     | 1:1                          |                              | el. ME 2016                  |
| 10.                          | 04.09.2015                   | Frankfurt, Niemcy            | Niemcy                       | 1:3                          |                              | el. ME 2016                  |
| 11.                          | 07.09.2015                   | Warszawa, Polska             | Gibraltar                    | 8:1                          |                              | el. ME 2016                  |
| 12.                          | 08.10.2015                   | Glasgow, Szkocja             | Szkocja                      | 2:2                          |                              | el. ME 2016                  |
| 13.                          | 11.10.2015                   | Warszawa, Polska             | Irlandia                     | 2:1                          |                              | el. ME 2016                  |